# Retablos del Hospital Tavera (El Greco)
Los Retablos del Hospital de Tavera, en Toledo, son el último gran conjunto iniciado por el Greco, formado por obras de arquitectura en madera, pintura y escultura. Debido a su fallecimiento, el Greco no terminó este conjunto, que fue continuado por Jorge Manuel Theotocópuli —su hijo— y por otros artistas.

## Introducción
Entre 1595 y 1598, el Greco ya había hecho para la iglesia del Hospital de Tavera el Tabernáculo del Hospital Tavera, con estatuas de los Padres de la Iglesia y la de Cristo resucitado. El Greco redujo voluntariamente —de 25 000 a 16 000 reales— la remuneración de su futuro trabajo "por la mucha devoción que tenía al Hospital… por el amor del dicho señor administrador". El administrador era Pedro de Salazar y Mendoza, con quien el Greco tenía vínculos de amistad.

## Historia
El 16 de noviembre de 1608, se firmó el contrato por el cual el Greco prometía llevar a cabo "El retablo mayor y colaterales del dicho ospital en quanto a fábrica ensanblage escultura dorado y estofado". No se mencionaban los lienzos, y el artista prometía llevar a cabo la obra en cinco años. Como fiadores actuaban Pérez de Ribadeneyra, Gregorio Angulo y Jorge Manuel Theotocópuli, quien continuaría el trabajo en caso de que su padre no pudiera por cualquier motivo.
En 1614, a la muerte del Greco, ya estaban terminados los tres grandes lienzos para la parte central de los tres retablos, y estaban emparejados los que tenían que ocupar los cuerpos altos de los retablos laterales. Pero la parte arquitectónica en madera estaba muy poco avanzada. El inventario de sus bienes, realizado en 1614, cita explícitamente: "el principal retablo sin las columnas grandes ni la cornisa ni cortes ni esculturas". La terminación del conjunto era superior a las capacidades de Jorge Manuel, el nuevo responsable del taller de su padre..En 1621, Jorge Manuel había hecho muchos progresos, pero Pedro de Salazar ya no era administrador, y los nuevos representantes tenían poca paciencia. La obra quedó inconclusa el 21 de enero de 1630, cuando el alcalde de Toledo la declaró en quiebra, autorizando al administrador la continuidad por otros artistas. El retablo mayor finalmente se terminó en el año 1790, ciento ochenta y dos años después de su inicio.

## Retablo principal
El Greco planeó el retablo mayor como una estructura rectangular en un plano vertical, de acuerdo con la tradición manierista. Actualmente, está dividido en dos grandes pisos, con un diseño típico del Barroco temprano, formado por dos grandes cuerpos, con columnas compuestas y pilastras, formando planos escalonados rematados por amplias cornisas salientes. Originalmente, estaba totalmente dorado, pero actualmente está repintado imitando mármoles, de forma que el dorado solamente permanece en basas y capiteles. Una referencia de Parro —en1854— a la pintura marmórea en la arquitectura, demuestra que pronto pasó de moda el dorado.
Después de la muerte del Greco, los gustos artísticos habían cambiado, los nuevos representantes del hospital consideraron que el proyecto original era defectuoso, y exigieron —el día 26 de septiembre de 1624— que el retablo tuviera un remate medio-ochavado, para adaptarlo al ábside de la iglesia. Jorge Manuel se avino, pero hizo notar que ello suponía dos grandes columnas, el aumento de los primitivos pedestales, una hornacina para la custodia, las proyecciones de las cornisas principales, un pedestal en el segundo piso, cuatro pequeñas columnas a ambos lados del arco central y un tímpano de remate.
Algunos elementos se eliminaron cuando se instaló el retablo, que no tiene remate en el primer piso. Las cuatro columnas probablemente se aplicaron al nicho arqueado, y falta el Cordero adorado por ángeles, mencionado en el contrato de 1608. Sin embargo, el retablo no estaba completamente terminado en aquel momento.
El 4 de abril de 1630, antes de la muerte de Jorge Manuel, el hospital contrató —para terminar las pinturas y esculturas y dorar el retablo— a Gabriel de Ulloa, quien parece que murió poco después. Ese mismo año, Jusepe de Ortega trabajó en el montaje de esta obra, parte de la cual ya había sido dorada. En 1655, Juan de Ocaña parece haber colaborado también en esta obra y, en 1790 se completó el proceso de dorado, así como la incorporación de los grandes rayos solares de la parte central del remate.

## Retablos laterales
- Altura aproximada: 7,32 m (metros); ancho de apertura central: 2,08 m.

Estos dos retablos fueron realizados a partir de 1608 por Jorge Manuel, muy probablemente según el proyecto original del Greco, pero estaban poco avanzados a la muerte del maestro.De hecho, el inventario de 1614, realizado después de la muerte del Greco, solamente menciona: ªdos lienzos aparezados para los remates de los colaterales".Pero el inventario-II —de 1621— afirma que ya estaban terminados, preparados con yeso y listos para el dorado, y, en 1635, fueron colocados en el lugar donde todavía siguen. Los lienzos que fueron originalmente colocados, fueron trasladados entre 1936-38.
En el contrato original de 1608, se acordó que las columnas tenían que ser del mismo orden que las del retablo central, como de hecho lo son. Además, su diseño está relacionado con otras obras del Greco, como los Retablos de la Capilla de San José, el Retablo de la Inmaculada Concepción, o el Retablo del panteón familiar del Greco. Las columnas son de orden compuesto, y el friso convexo está decorado con un motivo de hojas escalonadas. La cornisa y el frontón partido están adornados con modillones y rosetas. En el remate de ambos retablos laterales, hay sendos relicarios en forma de medio busto de un santo, que no parecen ser obras del Greco ni de Jorge Manuel. Estos retablos perdieron su dorado original, ya que se repintaron de blanco opaco en el siglo XIX.

## Esculturas
Siete de las esculturas del retablo mayor proyectadas por el Greco son obra de Giraldo de Merlo, aunque terminadas por un escultor desconocido. Tienen un estilo homogéneo, notablemente alargado, y no se iniciaron antes de la muerte del Greco. El San Juan Bautista del cuerpo principal es de un estilo totalmente diferente, ya que fue realizado por Antonio Cuello.
La tasación realizada el 22 de septiembre de 1628 asegura que las ocho esculturas se habían realizado de acuerdo con la traza vieja. Ello prueba que el escultor había utilizado los dibujos originales del Greco, a quien en el contrato original se le encargó el retablo con unas esculturas, cuyos dibujos ya habían sido aceptados. Su forma alargada y tipología facial confirman la evidencia documental y además, las otras obras de Giraldo de Merlo son muy diferentes. Estas estatuas no son su mejor creación, porque permanecieron inconclusas debido a su muerte (1620), siendo acabadas por otro artista —probablemente un ayudante de José Manuel— entre 1624-28. Los personajes representados parecen ser los siguientes:
1. En los nichos inferiores, de izquierda a derecha: la Escultura de san Pablo y la Escultura de san Pedro.
2. Encima de él: Santiago el mayor y Mateo el evangelista.
3. En la repisa del remate, de izquierda a derecha: Andrés el apóstol, la Virgen María, Juan el evangelista y Tomás el apóstol.[15]

Estas estatuas, originalmente doradas, fueron pintadas de blanco, probablemente debido al gusto artístico del Neoclasicismo del siglo XIX.

## Lienzos del Greco en el proyecto original, y su situación actual
1. El bautismo de Cristo. Originariamente concebido para el Retablo mayor. Actualmente, en el retablo lateral derecho.
2. Visión del Apocalipsis. Originariamente, en el Retablo lateral izquierdo. Actualmente ocupa su lugar San José y el Niño Jesús, de Francisco Camilo.[16] El lienzo del Greco está actualmente en Museo Metropolitano de Arte, Nueva York.[17]
3. La Anunciación. Originariamente, en el Retablo lateral derecho. Actualmente, en la Fundación Banco Santander.[18]
4. Concierto de ángeles. Originariamente era la parte alta de La Anunciación, en el Retablo lateral derecho. Actualmente, en la Pinacoteca Nacional de Atenas.